# Bibliographical Society
La Bibliographical Society (Société bibliographique) est une société savante londonienne fondée en 1892 ayant pour objet la bibliographie et l'histoire du livre. 

## Objectifs
Les objectifs de la Société sont de :
- promouvoir la recherche en bibliographie matérielle, historique, descriptive et textuelle, ainsi qu'en histoire du livre, de l'édition, de la reliure et des collections
- organiser des journées d'études et publier des études bibliographiques
- conserver une bibliothèque spécialisée
- décerner une médaille pour "services bibliographiques"
- aider à la recherche en décernant des bourses[1].

## Diffusion du savoir
La Société tient une conférence mensuelle d'octobre à mai au University College de Londres.
Elle publie une revue trimestrielle de référence The Library.
Elle remet une médaille aux meilleurs bibliographes, sans distinction de nationalité.